# Natalio Hernández
Natalio Hernández Hernández, noto anche come Natalio Hernández Xocoyotzin o con lo pseudonimo di José Antonio Xokoyotsij (Naranjo Dulce, 27 luglio 1947), è un poeta ed intellettuale Nahua messicano originario dello stato di Veracruz.

## Biografia
È uno dei fondatori della Asociación de los Escritores en Lenguas Indígenas (AELI), della Casa de los Escritores en Lenguas Indígenas (CELI) e della Alianza Nacional de Profesionales Indígenas Bilingües (ANPIBAC).
È nato nel 1947 a Naranjo Dulce, un piccolo insediamento nel comune di Ixhuatlán de Madero, Veracruz.

## Opere
- Xochikoskatl (1985; ISBN 968-603-102-2)
- Sempoalxóchitl / Veinte flores: una sola flor (1987; ISBN 968-360-061-1)
- Ijkon ontlajtoj aueuetl / Así habló el ahuehuete (1989; ISBN 968-834-183-5)
- Canto nuevo de Anahuac (1994; ISBN 968-132-730-6)
- Papalocuicatl / Canto a las mariposas (1996; ISBN 968-764-608-X)
- in tlahtoli, in ohtli / la palabra, el camino: Memoria y destino de los pueblos indígenas (1998; ISBN 968-856-580-6)
- El despertar de nuestras lenguas: Queman tlachixque totlahtolhuan (2002; ISBN 968-133-540-6)
- Semanca huitzilin / Colibrí de la armonía / Hummingbird of Harmony (2005; ISBN 970-350-862-6)